# Портрет Акима Акимовича Карпова
«Портрет Акима Акимовича Карпова» — картина Джорджа Доу и его мастерской, из Военной галереи Зимнего дворца.
Картина представляет собой погрудный портрет генерал-лейтенанта Акима Акимовича Карпова из состава Военной галереи Зимнего дворца.
С начала Отечественной войны 1812 года генерал-майор Карпов командовал отдельным казачьим отрядом во 2-й Западной армии, сражался при Смоленске, Бородино, Тарутино. Особо отличился в уличных боях в Вязьме и в преследовании французов от Малоярославца до Красного. Во время Заграничных походов 1813 и 1814 годов сражался против французов в Пруссии, Саксонии, отличился в сражениях под Бауценом и на Кацбахе, за отличие в сражении при Ла-Ротьере произведён в генерал-лейтенанты.
Изображён в генеральском мундире, введённом для казачьих генералов в 1814 году. Слева на груди звезда ордена Св. Анны 1-й степени; на шее кресты орденов Св. Георгия 3-го класса и ордена Св. Владимира 2-й степени; по борту мундира крест прусского ордена Красного орла 2-й степени; справа на груди серебряная медаль «В память Отечественной войны 1812 года» на Андреевской ленте и звезда ордена Св. Владимира 2-й степени. Подпись на раме с вариантом инициалов (от Еким Екимович): Е. Е. Карповъ 1й, Генералъ Лейтенантъ.
7 августа 1820 года Комитетом Главного штаба по аттестации Карпов был включён в список «генералов, заслуживающих быть написанными в галерею», и 22 мая 1822 года император Александр I приказал написать его портрет. 25 августа того же года Карпов в письме в Инспекторский департамент Военного министерства писал, что собирается приехать в Санкт-Петербург в ноябре, однако неизвестно, исполнил ли он своё намерение в указанный срок. Гонорар Доу был выплачен 19 мая 1826 года и 21 июня 1827 года. Готовый портрет поступил в Эрмитаж 8 июля 1827 года. Предыдущая сдача готовых портретов была 18 октября 1826 года, соответственно картина датируется между этими числами.